# Чупрін Михайло Русланович
Миха́йло Русла́нович Чупрін (19 квітня 1990, м. Красний Луч (з 2016 р. — Хрустальний) Луганської області — 19 березня 2022, Маріуполь, Україна) — український військовослужбовець, старший лейтенант, командир танкової роти полку «Азов» Національної гвардії України, учасник російсько-української війни, що героїчно загинув під час російського вторгнення в Україну 2022 року, Герой України (2022, посмертно).

## Життєпис
Михайло Чупрін народився 19 квітня 1990 року у місті Красний Луч (з 2016 р. — Хрустальний) Луганської області. 2013 року закінчив Донбаський державний технічний університет за спеціальністю «Промислове і цивільне будівництво».
З окупацією у ході війни на сході України рідного міста, Михайло Чупрін перевіз матір на підконтрольну Україні територію, а сам пішов захищати Батьківщину. У той час в структурі полку «Азов» формувався танковий підрозділ. Він стояв біля витоків історії танкової роти «Холодний Яр». З березня 2015 року на базі «Азову», коли «холодноярці» отримали перші три танки, розпочалися навчання. Михайло Чупрін став навідником одного з цих танків. Бойове хрещення відбулося у боях за Широкине навесні-влітку 2015 року. Перемога була за азовцями: село — колись квітучий оздоровчий осередок на узбережжі Азовського моря за 20 кілометрів від Маріуполя стало українською територією. Танкісти базувалися у напівзруйнованому війною дитячому таборі «Пурпурові вітрила». Михайло Чупрін після тяжкого поранення в голову командира танка з позивним «Шира», був призначений командиром свого танка. Потім — став офіцером, у вересні 2020 року очолив танкову роту.
З початком широкомасштабного російського вторгнення військ на територію України 31-річний командир танкової роти ОЗСП НГУ «Азов» старший лейтенант Михайло Чупрін разом зі своїм підрозділом боронив Маріуполь. Разом з однополчанами тримав оборону вздовж вулиці Набережної по якій, головним чином, наступали рашистські війська. 
З 25 лютого по 12 березня 2022 року танкісти роти під командування «Чупа» героїчно відбили вісім спроб прориву оборони. В неймовірно важких умовах азовцям вдалося вистояли під час ворожих обстрілів зі ствольної артилерії та реактивних систем залпового вогню «Град». Зокрема, екіпаж танка Т-64 під командуванням старшого лейтенанта Михайла Чупріна знищив сім танків ворога, п'ять бронемашин та близько десятка вантажівок, при цьому окупанти втратили до двох взводів живої сили. 
13 березня 2022 року під час спроби прориву оборони міста з боку селища Старий Крим старший лейтенант Чупрін особисто знищив три танки, два бронетранспортери та близько взводу піхоти противника. Такі дії танкістів значно сповільнили темпи просування ворога до Маріуполя.
19 березня 2022 року Михайло Чупрін разом із навідником сержантом Русланом Живолупом прийняли свій останній бій у танку, який був уже підбитий і не міг рухатись. Проте вони використали бойову машину як нерухому вогневу точку. Зрештою рашистам вдалося влучити у «азовський» Т-64 та вбити двох безстрашних воїнів.

## Нагорода
- звання «Герой України» з удостоєнням ордена «Золота Зірка» (2022, посмертно) — за особисту мужність і героїзм, виявлені у захисті державного суверенітету та територіальної цілісності України, вірність військовій присязі[3].